# Crossen an der Elster
Crossen an der Elster är en kommun och ort i Saale-Holzland-Kreis i förbundslandet Thüringen i Tyskland.
Kommunen ingår i förvaltningsgemenskapen Heideland-Elstertal-Schkölen tillsammans med kommunerna Hartmannsdorf, Heideland, Rauda, Silbitz, Walpernhain och Schkölen.